# Cornimont (België)
Cornimont is een plaats en deelgemeente van de Belgische gemeente Bièvre. Cornimont ligt in de Waalse provincie Namen en was tot 1 januari 1965 een zelfstandige gemeente. Bij de fusie van 1 januari 1965 werd het deel van de gemeente Oizy die op zijn beurt op 1 januari 1977 deel werd van de gemeente Bièvre.

## Demografische ontwikkeling
- Bronnen:NIS, Opm:1831 tot en met 1961=volkstellingen

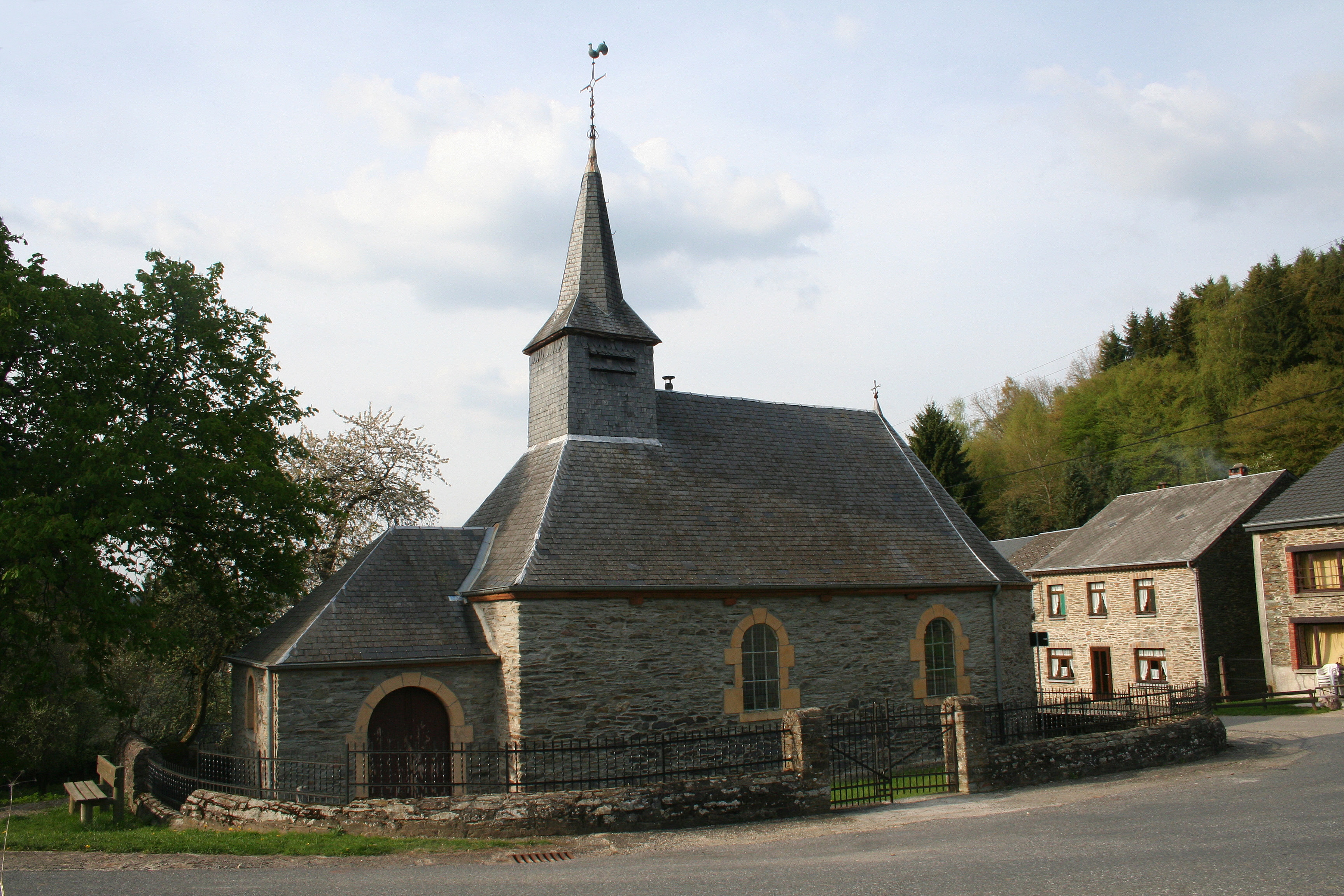
De kapel van Sint-Monon

Deelgemeenten: Baillamont · Bellefontaine · Bièvre · Cornimont · Graide · Gros-Fays · Monceau-en-Ardenne · Naomé · Oizy · Petit-Fays

Overige kern: Six-Planes

Belgische gemeenten · Arrondissement Dinant · provincie Namen · Wallonië